# Citheronia brissotii
Citheronia brissotii is een vlinder uit de onderfamilie Ceratocampinae van de familie der nachtpauwogen (Saturniidae).
De wetenschappelijke naam van de soort werd in 1868 als Ceratocampa brissotii gepubliceerd door Jean Baptiste Boisduval.